# مثلث ایری

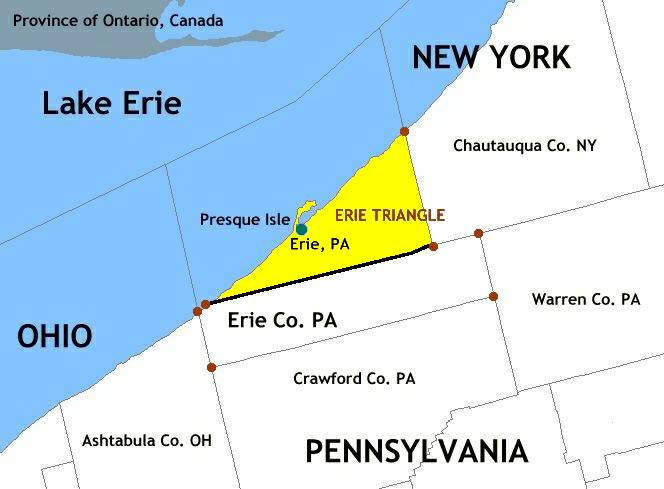
Black line indicates southern border of Erie Triangle within Erie County

مثلث ایری قطعه‌ای از خاک آمریکا به مساحت تقریبی ۳۲۴ مایل مربع است که در ادوار استعماری موضوع ادعاهای متعددی بوده و نهایتاً دولت فدرال آمریکا آن را به تصرف خود در آورده و در سال ۱۷۹۲ به ایالت پنسیلوانیا فروخت تا آن ایالت به دریاچه ایری و بندر آب شیرینی به نام بندر ایری دسترسی داشته باشد.